# 슈퍼 FX

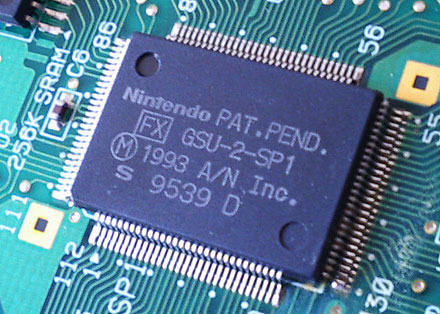
《슈퍼 마리오 요시 아일랜드》의 슈퍼 FX 2 칩

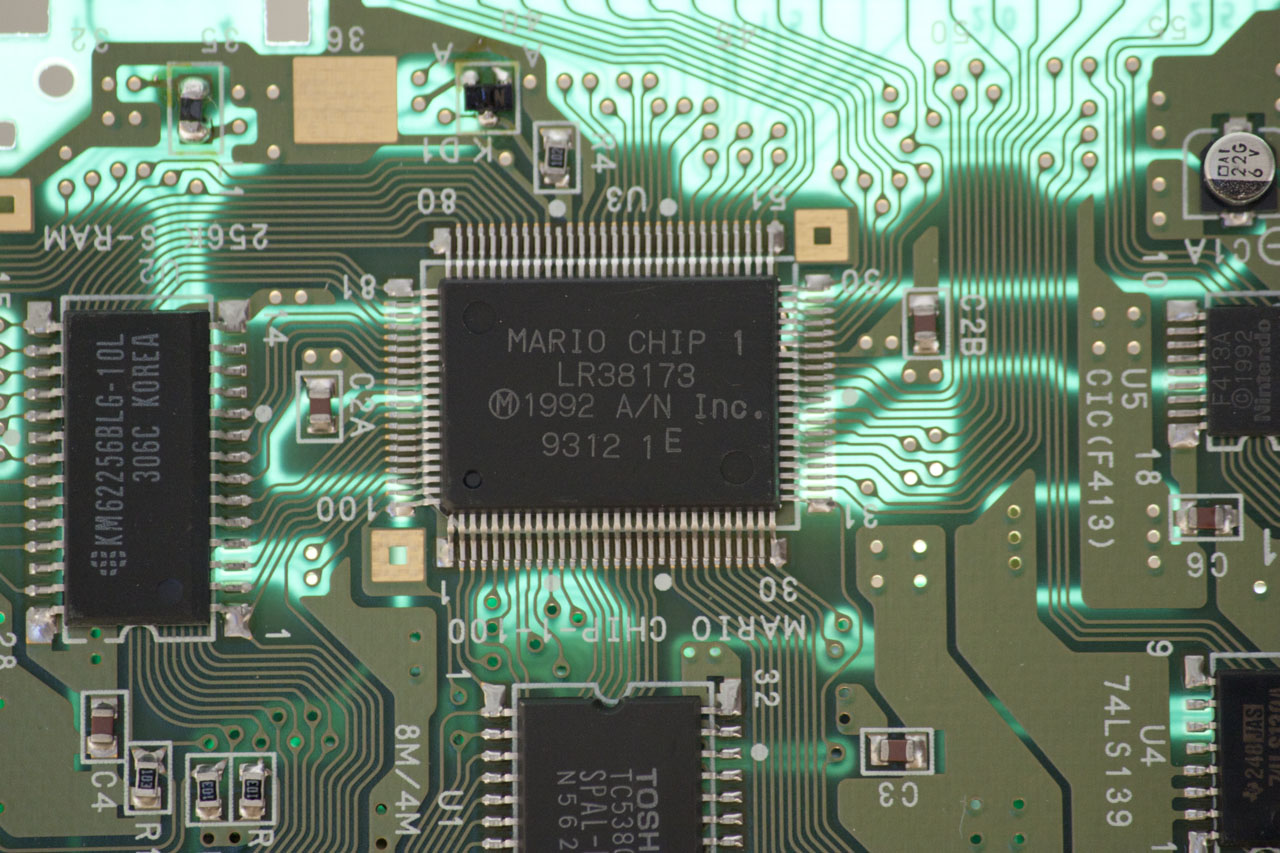
유럽판 《스타폭스》의 MARIO CHIP 1(슈퍼 FX)

슈퍼 FX(Super FX)는 슈퍼 패미컴의 일부 게임 롬 카트리지에 사용된 그래픽지원장치(GSU)로 향상된 2D 및 3D 그래픽 계산을 원할히 하는 부품이다. 슈퍼 FX 칩은 아르고너트 게임스가 설계했으며 이를 이용해 3D 다각형 폴리곤을 슈퍼 패미컴에 사용된 레일 슈팅 게임 《스타폭스》를 개발했다.

## 역사
슈퍼 FX 칩은 아르고너트 게임스의 직원들이 설계했다. 주 개발진으로 벤 치즈, 롭 매콜리와 제임스 헤이크윌이 있다. 개발중 가제는 "Super Mario FX"였다.

## 같이 보기
- 메가 드라이브
- 시높시스